# Joan Pujadas i Marquès
Joan Pujadas i Marquès (Pineda de Mar, 1950) és un periodista, activista cultural i escriptor català. És conegut per la seva contribució cultural en la conservació de la memòria d’alguns dels escriptors catalans més rellevants de la literatura d’exili, treballant obres i/o epistolaries de Vicenç Riera i Llorca, Manuel Serra i Moret, Albert Manent, Joan Fuster i Joan Coromines, entre d'altres.

## Trajectòria
En tornar dels seus exilis, el lingüista Joan Coromines i l'escriptor Vicenç Riera Llorca es van instal·lar a Pineda de Mar, on Joan Pujadas era un dels voluntaris que feien Televisió Pública Pineda, abans que aparegués, el 1992, la revista Repòrter. Durant una etapa, Joan Pujadas va combinar la seva plaça de funcionari municipal a l’àrea de Cultura de l'Ajuntament de Pineda de Mar amb la gestió de la sala municipal d’exposicions —va ser comissari d’un munt de mostres d'artistes reconeguts del país— i, de manera voluntària, gravava imatges de vídeo que posteriorment editava des de casa seva per emetre-les per Televisió Pineda i, de pas, captava fotografies dels actes locals per a la revista Repòrter.
Durant la dècada dels noranta del segle xx, Joan Pujadas va tirar endavant, juntament amb Josep Ferrer i un grup de periodistes, la revista mensual Repòrter, que va vertebrar comunicativament i cultural els municipis de l'Alt Maresme entre 1992 i 2001 amb uns continguts i un disseny que van merèixer el Premi Tasis-Torrent de 1993 a la millor publicació comarcal de Catalunya. Repòrter va tenir com a coordinadors, en diferents etapes, els periodistes Pep Montes, Toni Fuentes i Saül Gordillo.
A la faceta de Joan Pujadas com a periodista de la televisió local i la revista comarcal cal afegir el monumental llegat editorial de llibres i epistolaris publicats, però sense oblidar la de comissari d’exposicions, impulsor de la Fundació Joan-Josep Tharrats de Pineda de Mar i Fundació Coromines de Sant Pol de Mar.
L'estiu de 1987, amb motiu de l'entrada del govern municipal encapçalat per Josep Lluís Fillat (PSC) van traslladar a Joan Pujadas de Serveis Tècnics a l’Àrea de Cultura, que tenia delegada el regidor Emili Biosca. Després del llarg mandat de l'alcalde Josep Aragonès (1966-1987), el nou govern municipal li va encarregar la gestió de la Sala Municipal d’Exposicions i gràcies a la implicació del seu amic Josep Perpinyà, artista gironí, va aconseguir que per Pineda hi passessin figures de primera fila: Planells, Niebla, Comadira, Xargay, Fita, Tharrats, Cuixart, Perejaume i molts més. També durant aquesta època es va gestar la creació de la Fundació Tharrats d’Art Gràfic, que es va inaugurar l’abril de 1992 amb un fons considerable cedit de forma altruista per Joan-Josep Tharrats. A partir d’aquesta data i fins a mitjan 2015, en què li va arribar la jubilació, Pujadas va exercir com a conservador de la Fundació, de la qual va ser-ne l’ànima i l’autèntic artífex de la seva instal·lació a Pineda de Mar.

## Comissariat d'exposicions
A part de prolífic curador d’epistolaris, Joan Pujadas va organitzar fins a 250 exposicions a Pineda de Mar, població que va adquirir una rellevància cultural a nivell comarcal i nacional gràcies a les mostres dels artistes i fotògrats de primera fila que desfilaven per la Sala Municipal d’Exposicions i posteriorment també per la Fundació Tharrats d’Art Gràfic, que manté la seva seu a l'edifici municipal de Can Comes amb el fons de l’artista de Dau al Set. També cal destacar la intensa activitat de presentacions literàries, no només dels epistolaris que publicava ell sinó de volums d’escriptors i artistes amb qui hi tenia relació. Figures com Max Cahner, de Curial Edicions, van tenir una relació amb Pineda i Sant Pol de Mar de la mà de Pujadas, motiu que explica per què molts dels volums editats per qui fou el primer conseller de Cultura de la Generalitat de Catalunya es van presentar a Pineda. De fet, en el naixement de la Fundació Pere Coromines, després de la mort de l'eminent filòleg que va viure els seus últims anys a Pineda, hi van tenir un paper determinant tant Cahner com Pujadas, que és el secretari de la fundació ubicada a la casa familiar dels Coromines a Sant Pol de Mar.
Va fer una tasca divulgadora per recuperar la memòria a nivell local de qui fou alcalde de Pineda Manuel Serra i Moret i la seva esposa Sara Llorens, la projecció que li va donar a Joan Coromines i Vicenç Riera Llorca, instal·lats a Pineda en tornar dels seus exilis, el nivell cultural amb què va dotar l’Ajuntament amb les exposicions artístiques, publicació de volums d’història local com L’Abans: Recull Gràfic de Pineda de Mar (1882-1975), del propi Joan Pujadas en col·laboració amb Oleguer Massaguer, David Pavón i Francesc Roldán (2013) i Pineda de Mar desapareguda, amb els mateixos autors (2020).

## Publicacions

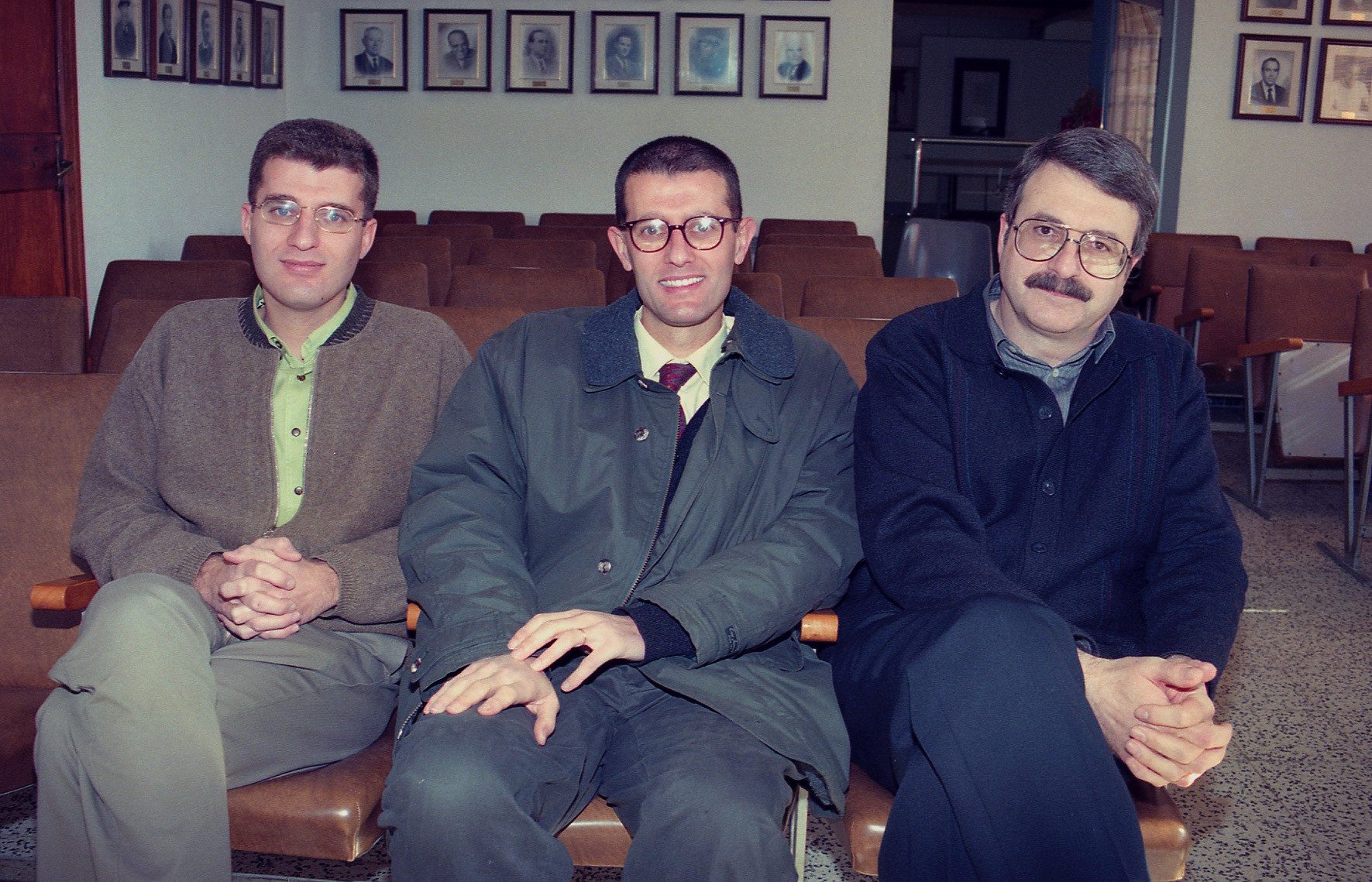
Josep Ferrer i Costa, Joan Ferrer i Costa, i Joan Pujadas i Marquès, d’esquerra a dreta, a l’Ajuntament de Pineda de Mar.

Joan Pujadas ha tingut cura, individualment, de les obres Vicenç Riera Llorca. Fent memòria (1992); Àlbum Sara Llorens (2004 i 2014); Sara Llorens. Epistolari 1901-1954 (2004); Lletres de l'exili. Epistolari Manuel Serra i Moret-Pere Foix (2007); Manuel Serra i Moret. Epistolari familiar 1901-1963 (2010); Manuel Serra i Moret. Obra dispersa (vol. I, 1901-1925) (2013); i Epistolari Albert Manent & Vicenç Riera Llorca (2015).
També ha editat amb el filòleg i escriptor Josep Ferrer i Costa les següents obres: Epistolari Joan Fuster-Vicenç Riera Llorca (1993 i 2020, 2 vols.), premi Crítica Serra d’Or 1995; Vicenç Riera Llorca. Els exiliats catalans a Mèxic (1994); Joan Fuster. Papers d’exili (1950-1967) (1995); Joan Coromines, 90 anys (1995, 3 ed.); Vicenç Riera Llorca. Georgette i altres contes (1995); Àlbum Joan Coromines (1997); Biblioteca Popular Manuel Serra i Moret. 75 anys d’història (1922-1997) (1997); Josep Brugada i Vilaró. En Pep del Sant Pare (1898-1970) (1998); Epistolari de Joan Coromines (1998-2021, 18 volums); Pineda en el temps, en col·laboració amb Francesc A. Roldán, Carme Pla, David Pavón, Mn. Josep Gispert, Pere Aragonès i Garcia i Joan Rodríguez (1998 i 2000, 3 ed.); Salvador Genís i Bech. En defensa de l'ensenyament en català (2000); Vicenç Riera Llorca. Cròniques americanes (2003); Manuel Serra i Moret. Vida i obra (2009); Joan Fuster. Correspondència. Max Cahner (vol. 13, 2012); Joan Coromines. Itineraris. Excursions a la recerca del mot, de la paraula viva (2014, 2 ed.); Epistolari Pere Coromines & Amadeu Vives (2014); Pineda de Mar i els seus personatges (2015); Joan Coromines. Llengua i Pàtria (2017, 2 ed.); Fabra i Coromines. Amistat i cartes d’exili (2018); i Epistolari-textos Joan Triadú-Vicenç Riera Llorca (2022).
Joan Pujadas també ha editat, juntament amb els germans Joan Ferrer i Costa i Josep Ferrer i Costa, l’Onomasticon Cataloniae, de Joan Coromines, (vol. VIII, VI-Z i Índex, 1997); el Diccionari etimològic i complementari de la llengua catalana, de Joan Coromines (vol. X, Suplement, Índex, 2001); i Joan Fuster. Correspondència. Francesc de Borja i Aina Moll, Joan Coromines, Josep Maria Llompart (vol. 5, 2002). Treballa amb l'edició dels epistolaris que han de completar el llegat de cartes que Joan Coromines s'intercanviava amb altres intel·lectuals catalans exiliats i amb els que van patir l'exili interior.
De les últimes obres de Joan Pujadas i Josep Ferrer és el pròleg del mític El cançoner de Pineda, de Sara Llorens, (2021). Joan Pujadas i Josep Ferrer col·laboren en publicacions com Revista de Catalunya, Serra d’Or, Estudis Romànics i Llengua & Literatura.